# Fundoaia (okręg Marusza)
Fundoaia – wieś w Rumunii, w okręgu Marusza, w gminie Gurghiu. W 2011 roku liczyła 125 mieszkańców.